# ネリオー
ネリオー（ラテン語: Nerio）は、ローマの軍神マールスの配偶女神。
ローマ神話の戦の女神ミネルウァやベローナと同一視されることもある。